# عودة البوربون إلى إسبانيا
عودة البوربون إلى حكم إسبانيا (بالإسبانية: Restauración)‏ هي مرحلة سياسية من تاريخ إسبانيا بدأت يوم 29 ديسمبر 1874 (لحظة إعلان الجنرال مارتينيث كامبوس عن تمرد ساغونتو الذي أنهى الجمهورية الإسبانية الأولى) وانتهت في 14 أبريل من 1931 (تاريخ إعلان الجمهورية الثانية). والاسم يشير إلى استعادة أسرة البوربون عرشهم عن طريق الملك ألفونسو الثاني عشر بعد حقبة ديموقراطية السنوات الست.
تميزت فترة عودة البوربون باستقرار مؤسساتي محدد، وهو بناء نموذج ليبرالي للدولة نشأ في ظل الثورة الصناعية حتى اضمحلالها التدريجي مع بداية ديكتاتورية بريمو دي ريفيرا سنة 1923. استند هذا النموذج على الركائز الأربع لكانوفاس: الملك والكورتيس والدستور والتناوب السلمي بين طرفين. ساعد  التناوب المتعمد بين الحزبين الرئيسيين (حزب المحافظين لكانوفاس والحزب الليبرالي لساغاستا) هذا الاستقرار، في حين استبعدت جميع الأطراف الأخرى من الحكم من خلال تزوير الانتخابات. أما معارضة النظام فقد أتت من الجمهوريين والاشتراكيين واللاسلطويين والقوميين الباسك والكاتالونيين والكارليين. وبعد وفاة قادة الأحزاب الحاكمة انقسمت تلك الأحزاب، فأضحى النظام هو حكم الأقلية والمركزية. أما الكنيسة فقد تمكنت من التعافي اقتصاديا وأيديولوجيا وسيطرت على جزء كبير من التعليم، واستقوت اجتماعيا عندما أعلنت اسبانيا بأنها دولة كاثوليكية.

## لمحة وملخص عام
كانت العودة، أو عودة البوربون إلى حكم إسبانيا، هو الاسم الذي أطلق على الفترة التي بدأت في 29 ديسمبر 1874 -عقب انقلاب قاده مارتينيز كامبوس والذي أنهى أول جمهورية إسبانية واستعاد النظام الملكي تحت حكم ألفونسو الثاني عشر-وانتهت في 14 أبريل 1931 بإعلان الجمهورية الإسبانية الثانية.
بعد مرور حوالي قرن كامل من انعدام الاستقرار السياسي، ونشوب العديد من الحروب الأهلية، كان الهدف من عودة آل بوربون إلى حكم إسبانيا هو إنشاء نظام سياسي جديد يضمن الاستقرار من خلال ممارسة تبادل السلطة السلمي. كان ذلك هو التناوب المتداول للأحزاب الليبرالية والمحافظة في الحكومة، لذلك لم يشعر أي قطاع من البرجوازية بالعزلة، بينما استعبد النظام جميع الأحزاب الأخرى. وقد تحقق ذلك عن طريق الاحتيال الانتخابي. كانت معارضة النظام تتألف من الجمهوريين والاشتراكيين واللاسلطويين وقوميي إقليم الباسك وكاتالونيا والكارليين.
نصب التمرد العسكري الذي قاده مارتينيز كامبوس، ألفونسو الثاني عشر على العرش، ما رسم نهاية الجمهورية الإسبانية الأولى. بعد ذلك، وضع دستور 1876 وأنفِذ خلال العودة بأكملها. اعترف هذا الدستور بإسبانيا كدولة ملكية دستورية ذات هيئة تشريعية تتألف من مجلسين؛ برلمان إسبانيا، تتألف من مجلس أعلى (مجلس الشيوخ)، ومجلس أدنى (مجلس النواب). أعطى هذا الدستور الملك سلطة تسمية أعضاء مجلس الشيوخ وإلغاء القوانين إذا أراد ذلك، وحصل أيضًا على لقب القائد الأعلى للجيش.
تميزت هذه السنوات بالازدهار الاقتصادي. فقد تأخر الاقتصاد الإسباني عن ركب اقتصادات البلدان الأوروبية الأخرى قبلها، وخلال هذه السنوات جرى تحديث البلاد على نطاق واسع. ازداد الإنتاج على معظم الجبهات، بدعم من التدابير الحمائية الصارمة.
تناوب الحزبان في الحكومة في عملية خاضعة للرقابة تُعرف باسم «التبادل السلمي للسلطة». كان الحزب الليبرالي حينها بقيادة ساغاستا والحزب المحافظ بقيادة كانوفاس ديل كاستييو. واستُخدمت الشخصيات المحلية القوية، للتلاعب بنتائج الانتخابات، ونتيجة لذلك بدأ الاستياء من النظام يتنامى تدريجيًا مع مرور الوقت، وبدأت الحركات القومية البارزة في كاتالونيا وغاليسيا وإقليم الباسك، بالإضافة إلى النقابات بالتشكل.
في عام 1898، فقدت إسبانيا آخر مستعمراتها الرئيسية في الخارج (كوبا، وغوام، وبورتوريكو، والفلبين) في الحرب الإسبانية الأمريكية. كان يُنظر إلى الانهيار السريع على أنه كارثة تضرب إسبانيا وتقوّض مصداقية كل من الحكومة وأيديولوجياتها المرتبطة بها وتمهد قريبًا إلى حدوث انقلاب عسكري بقيادة كاميلو بولافييخا. كانت هذه البداية لأفول النظام، ما أعطى دفعة لجميع أشكال حركات المعارضة المتضاربة على المستوى المحلي والوطني.
أثارت المحاولات الفاشلة لغزو المغرب (حرب مليلية) استياءً كبيرًا في الداخل وانتهت بتمرّد اندلع في برشلونة، وعُرِف باسم «الأسبوع المأساوي»، حيث ثارت الطبقات الدنيا في برشلونة، بعد تلقيها الدعم من اللاسلطويين والشيوعيين والجمهوريين ضد ما اعتبروه المنهجيات الظالمة في تجنيد الجنود. أعلنت الحكومة حالة الحرب وأرسلت الجيش لسحق التمرد، ما تسبب في مقتل أكثر من مائة وإعدام فرانسيسكو فيرير. قرر اتحاد العمال العام والاتحاد الوطني للعمل البدء في إضرابٍ عام في جميع أنحاء البلاد، لكنه فشل لأن النقابات لم تستطع سوى تعبئة العمال الحضريين.
تفاقمت المشاكل في المغرب عندما هاجم جيش من السكان الأصليين الجيش الإسباني. فقد حققوا عنصر المفاجأة، وبسبب مهارة الزعيم المغربي محمد بن عبد الكريم الخطابي، أبادوا الجيش الإسباني بالكامل ليتقدموا نحو مليلة في معركة أنوال. كانت هذه الهزيمة الإسبانية نتيجة تخطيط خاطئ، وأُلقي اللوم حينها على كبار الضباط العسكريين، ما أثار استياء كبيرا في صفوف الجيش، الذي شعر بأنه قد أسيء فهمه، لأنه قد تلقى توجيهات بالتقدم إلى الداخل دون موارد كافية لاحتلال المنطقة العصيّة.
تسبب الاستياء العسكري، والخوف من إرهاب اللاسلطويين أو الثورة البروليتارية، وصعود الحركات القومية في نهاية المطاف في إثارة القلاقل بين المدنيين والجيش. في 13 سبتمبر 1923، عمل ميغيل بريمو دي ريفيرا، القائد العام لكاتالونيا، على تنظيم انقلاب، بعد إصدار بيان يلقي فيه باللائمة على النظام البرلماني ويحمله مسؤولية المشاكل التي عصفت بإسبانيا. أيد ألفونسو الثالث عشر الجنرال وعينه رئيسًا للوزراء. شرع بريمو دي ريفيرا في تعليق الدستور وتولّي السلطات المطلقة كدكتاتور. أسّس الاتحاد الوطني الإسباني، والذي كان من المفترض له أن يكون الحزب الشرعي الوحيد، ما يلغي جميع الأحزاب الأخرى. خلال هذا الوقت، عمد بريمو على زيادة الإنفاق الحكومي على الأعمال والخدمات العامة زيادة كبيرة، ما أدى إلى إفلاس حكومته. ففقد دعم الجيش وواجه مشاكل صحية خطيرة. كان يلقى معارضة كبيرة لنظامه، لدرجة أن ألفونسو الثالث عشر توقف عن دعمه وأجبره على الاستقالة في يناير 1930.
في محاولةٍ منه للعودة تدريجيًا إلى النظام السابق واستعادة مكانته، دعا ألفونسو الثالث عشر الجنرال داسمو بيرينغير إلى تشكيل حكومة. لكن هذه المحاولة فشلت فشلًا ذريعًا، إذ اعتُبر الملك مؤيدًا للديكتاتورية، ما تسبّب في دعوة المزيد والمزيد من القوى السياسية إلى إنشاء جمهورية. استقال بيرينغير وأعطى الملك الحكومة للأدميرال خوان باتيستا أثنار. دعا أثنار لإجراء انتخابات محلية في 12 أبريل 1931 لإرضاء الديمقراطيين والجمهوريين، لاستبدال الحكومات المحلية الديكتاتورية وللعمل على التمهيد لإعادة تقديم العودة.
على الرغم من أن الملكيين لم يفقدوا معظم التأييد، فقد فاز الحزبان الجمهوري والاشتراكي ببعض الانتصارات المهمة في المدن الكبرى. تلا ذلك أعمال شغب في الشوارع دعت إلى الإطاحة بالنظام الملكي. أعلن عناصر الجيش أنهم لن يدافعوا عن الملك، وفي 14 أبريل فرّ الملك من إسبانيا. وتأسّست الجمهورية الإسبانية الثانية على الفور بقيادة حكومة مؤقتة يرأسها نيسيتو ألكالا زامورا.

## عودة الملك الجديد

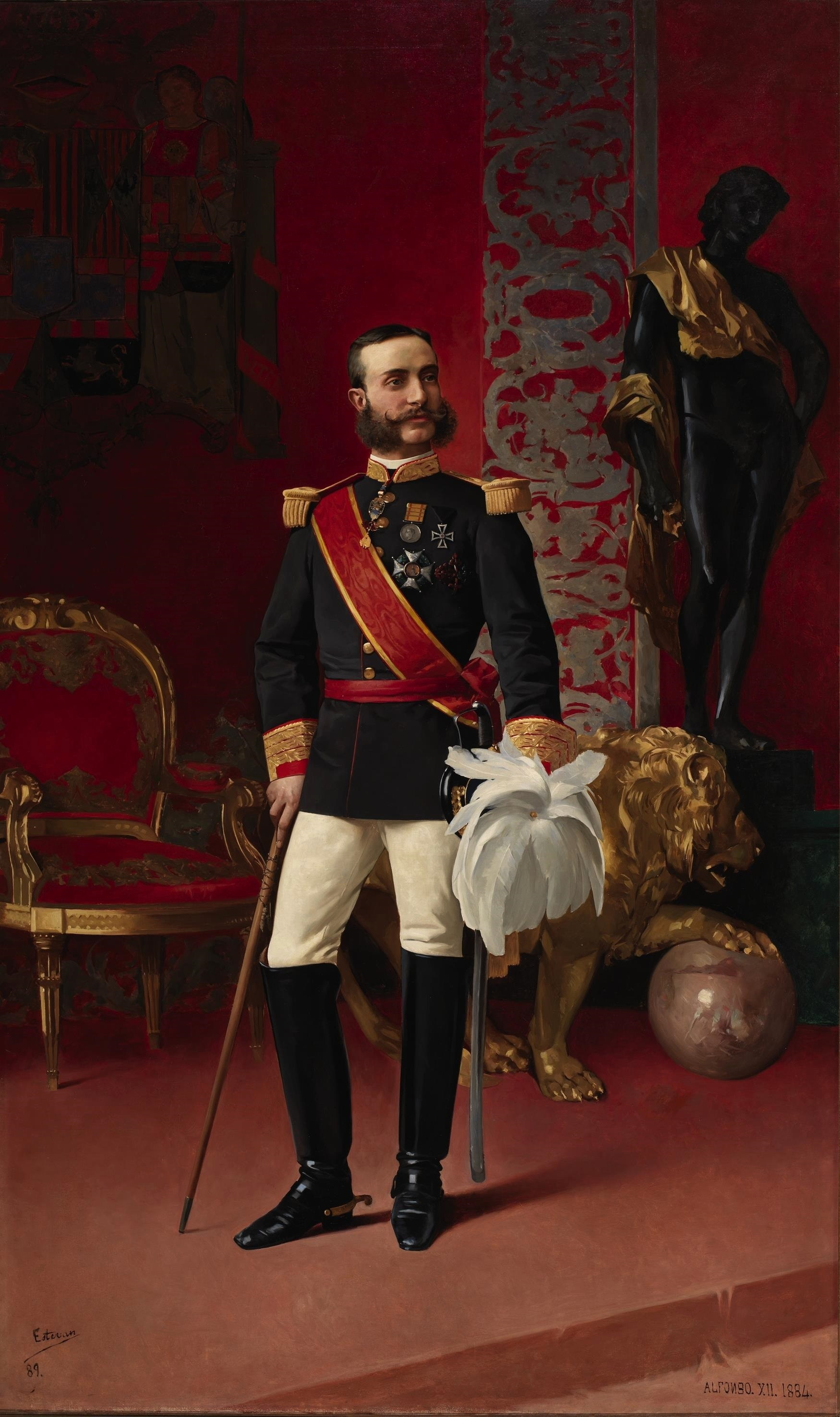
لوحة للملك ألفونسو الثاني عشر

عند انهيار الجمهورية الأولى كان ألفونسو الثاني عشر في منفاه ببريطانيا فاتصل به كانوباس ديل كاستيو زعيم الحزب المحافظ الليبرالي وطالبه بعودة النظام الملكي إلى إسبانيا. وقد أعطى كانوباس وعودا إلى الطبقة السياسية التي سعت للقضاء على النظام الجمهوري، ولكن بطرق وأساليب عهد إيزابيل الثاني، وأيضا لاتزال آخر الحروب الكارلية مستعرة. واقتناعا منه بأنه ملك المستقبل أعلن ألفونسو في بيان ساندهيرست في 1 ديسمبر 1874 ذكر فيها أن العديد قد اتصلوا به لإقامة نظام ملكي دستوري الذي أضحى يتيما في وطنه واعتبر نفسه الوريث الشرعي للعرش عن طريق تنازل والدته إيزابيل الثانية وأعلن عن ذلك للإسبان.
أما النظام السياسي الجديد الذي أنشئ فهو نظام التداول في السلطة بين الحزب الليبرالي المحافظ الذي قاده كانوباس ديل كاستيو والتكتل الليبرالي بزعامة ساغاستا بالرغم من أن ذلك كان أكثر بكثير رؤية كانوباس في إنشائها. إلا أنه ذلك سمح بالتغلب على نظام الحزب الواحد الذي أدى إلى انعدام الشرعية الديمقراطية في عهد إيزابيل الثاني مما أطاح بها بعد ذلك. أما السيناريو الجديد فقد اتاح مزيدا من الاستقرار ولكن على المدى الطويل فإنه حتما أدى إلى مشاكل سياسية خطيرة.

## عهد ألفونسو الثاني عشر ووصاية ماريا كريستينا
بدأت شرعية النظام الجديد مع دستور 1876 الذي شكل النموذج الجديد للدولة وبسلطة تشريعية مقسمة إلى مجلسين: مجلس النواب ومجلس الشيوخ، مع حق اقتراع السكان لانتخاب الكونغرس ومجلس الشيوخ الذي يوافق عليه الملك والذي يحتفظ بالعديد من مهام رأس الدولة والسلطة التنفيذية. ويعد كانوباس ديل كاستيلو هو مصمم هذا النموذج الجديد عند تتبع الخطوط التي ميزت ألفونسو الثاني عشر بعد منفاه ببريطانيا وتمكن من انهاء الحرب الكارلية.
وبعد موت ألفونسو الثاني عشر بدأت وصاية ماريا كريستينا وهي فترة حكومة ساغاستا التي تميزت بالموافقة على قانون الجمعيات وحرية الصحافة وتمديد حق الاقتراع العام للذكور (1890) وإنشاء هيئة المحلفين وغيرها. وفي تلك الفترة ظهرت اللاسلطوية والاشتراكية من خلال حزب العمال (أسس سنة 1879) وغيرها من أوائل الحركات العمالية التي نشأت مع الثورة الصناعية.

### التنمية الاقتصادية
أدت الهجرة إلى أمريكا وضعف النمو السكاني (بلغ عدد سكان إسبانيا 18.5 مليون نسمة في 1900) وكذلك حالات المجاعة والأوبئة إلى ازدياد في عدم المساواة بين إسبانيا وبقية الدول الأوروبية.
ويعمل 79% من سكان إسبانيا في الزراعة ذات الغلة المنخفضة وفي صناعة المنتجات الزراعية. وبسبب منع النظام الحمائي تحديث هذا القطاع فلم يستطع المنافسة بقوة في السوق. وشملت الإقطاعية حياة الفلاحين في مناطق كبيرة من شبه الجزيرة وخاصة في أندلسيا وإكستريمادورا. ويوجد عدد قليل من القطاعات مثل (النبيذ والنفط والفواكه) تمكنت من التصدير بكميات ضئيلة إلى أوروبا.
ففي حين شهدت أوروبا ثورة صناعية متكاملة إلا إن تنمية الصناعة والاتصالات ضعيفة في إسبانيا، عدا كاتالونيا (بوجود سكك الحديد وصناعة النسيج) واقليم الباسك (صناعة الحديد والصلب في بلباو) والتعدين في أندلسيا (الحديد والنحاس والرصاص) وأستورياس (الفحم) مما اعطى خطوة على طريق التقدم. ولكن أدى ذلك إلى زيادة في عدم المساواة على الصعيد الإقليمي.
في عام 1888 تم الاحتفال بالمعرض العالمي لبرشلونة.

### تغير المجتمع

التوزيع السكاني في إسبانيا حسب المقاطعات (1900).

استلزمت عملية عودة البوربون لإدارة قوية وقانون مركزي. فقد بدات القومية الكاتالونية والباسكية بالظهور. فالأولى اتحدت مع ثورتها البرجوازية والهوية الثقافية. أما الثانية فبعد فقدانها امتيازاتها المؤسساتية (بالإسبانية: Fueros)‏ عقب الحروب الكارلية سعت إلى تحديد مستقبلها، فظهر الحزب القومي الباسكي مع المجموعة الإقليمية لكاتالونيا والاتحاد الكاتالوني.
أما الحركات العمالية فقد التفت حول كلا من حزب العمال الذي يؤيد النضال السلمي والمشاركة الانتخابية، واتحاد العمال العام (أسس سنة 1888)، بالإضافة إلى لاسلطوية اتحاد عمال المنطقة الإسبانية. وردت الملكية على تلك الحركات بقمع قوي وتشدد بالخصوص ضد الفوضوية. وأضحى العديد من هذه المواجهات مكانها في كاتالونيا.
أما الكنيسة فقد ارتقت من أول موقف متصلب نحو المصالحة. ولدى اعتماد دستور 1876 نشأ صراع صعب فيما يتعلق بتطبيق المادة 11 وفيما يلي نصه:
«دين الدولة هو الكاثوليكية الرسولية الرومانية. والأمة ملزمة بالحفاظ على ممارسة العبادة. ولا يجوز لأحد أن يزعج في الأراضي الإسبانية بآرائه الدينية ولا بممارسة عبادته إلا بعد إحترام الأخلاق المسيحية. ولا يجوز السماح بأي احتفالات أو مظاهر علنية أخرى من تلك المتعلقة بدين الدولة.»
أعطت الحكومات المحافظة في البداية تفسيرا متشددا، مما أثار العديد من احتجاجات السفراء الأجانب. فجرى تكثيف النقاش فيما يتعلق بالتعليم الذي يتطلب من الأساقفة ضمان التعليم العقائدي باعتباره حقا معترفا به في التوافق والإشراف والرقابة على محتويات التدريس، مما يضر بمهمة التفتيش التي تملكها الدولة.
وكما كان متوقعا فقد امتد النزاع نحو تنظيم الزواج المدني، ولكن بدون أي تقدم بسبب معارضة الكنيسة. ففي نوفمبر 1886 اتخذ وزير العدل ألونسو مارتينيز زمام المبادرة لإجازة الزواج لغير الكاثوليك. وبعد مفاوضات مكثفة تم التوصل إلى اتفاق مع الكرسي الرسولي اعترفت فيه بسلطة الدولة في تنظيم الزواج المدني.
ثم انقسم المجتمع إلى عدة قطاعات. إحداهما وهو التقليدي الذي يمثله كلا من كانوفاس وساغاستا: الملكيين المدافعين عن المحتوى النموذجي من الانفتاح ومتغافلين عن شعور الطبقة الاجتماعية الجديدة. والقطاع الآخر هو ظهور حركات ذات شعارات مختلفة من جمهوريين وقوميين وممثلي البرجوازية الجديدة التي لا تزال تبحث عن حيز داخل الوطن. والقطاع الثالث وهم الطبقة العاملة أو البروليتاريا الذين سيلتفون حول حزب سياسي وهو حزب العمال الاشتراكي الإسباني ونقابات من الدرجة الثانية واتحاد العمال العام والاتحاد الوطني للعمل. كل هذا سيكون تحت العين الساهرة للكنيسة.

### حكومات البوربون حتى 1898

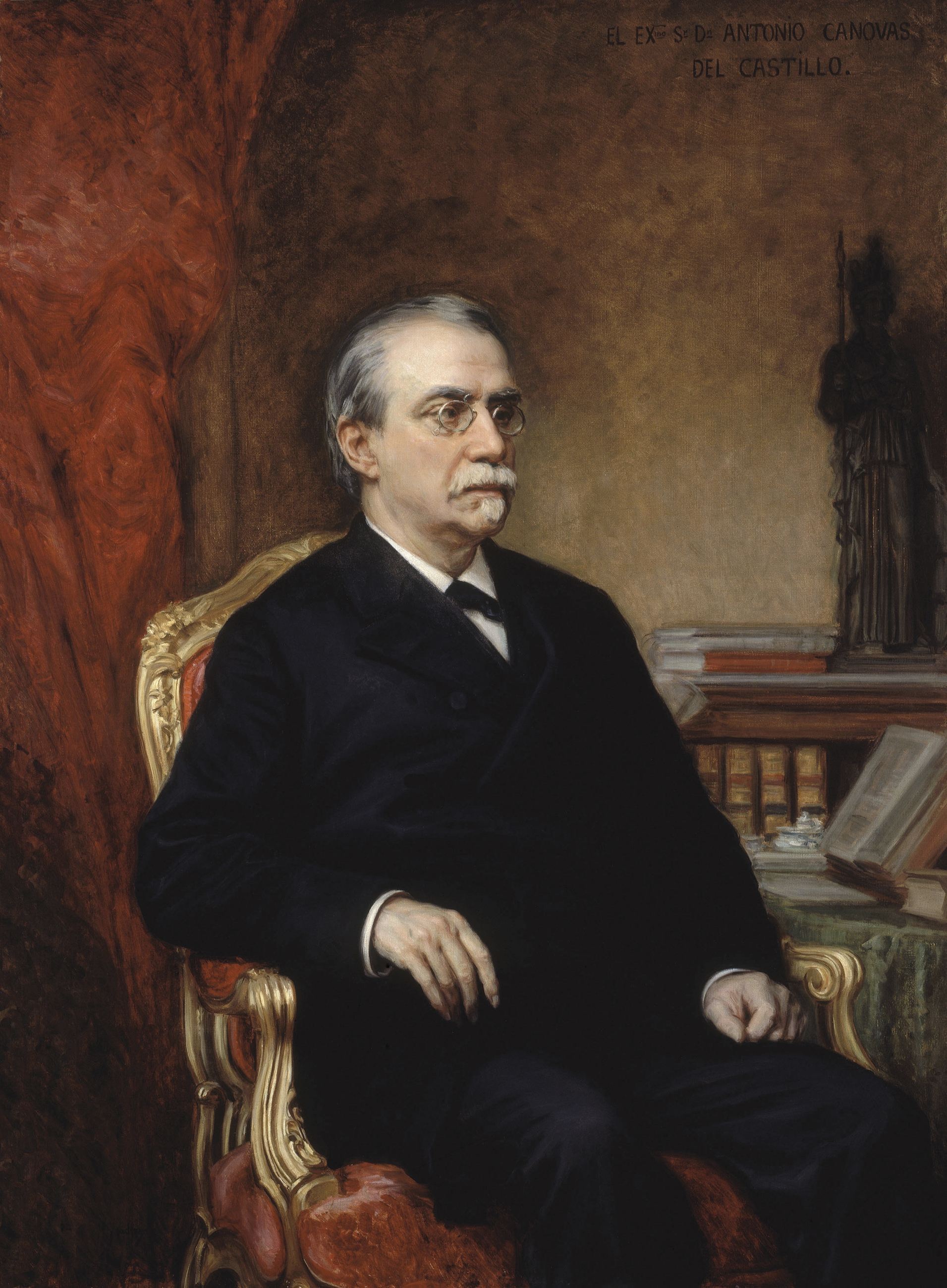
أنطونيو كانوباس ديل كاستيو.

كان الابتكار الجديد والمهم في حكومات البوربون المتعاقبة هي الانتقال السلمي لتداول الحكم بين الحزبين الملكيين من خلال نظام غريب، وهو أولا تنتقل السلطة إلى الطرف الآخر فيقوم بدوره إلى الدعوة لانتخابات تشرع حكومته، وهو عكس النظام الطبيعي للعملية المذكورة. ولتحقيق هذا التناوب استخدمت طرق مثل التلاعب بالصناديق أو التزوير ويسمى بوشيرازو (بالإسبانية: Pucherazo)‏. وقد جرت في 20 يناير من عام 1876 أول انتخابات برلمانية بعد عودة البوربون بموجب دستور 1869، ونال المحافظين الليبراليين برئاسة كانوباس على الأغلبية ب 333 مقعدا. وفي 1876 كلفت لجنة برئاسة مانويل ألونسو مارتينيز دستور جديد.
أدى صعود الجنرال مارتينيث كامبوس إلى السلطة بالدعوة إلى انتخابات في 20 أبريل 1879 التي منحت 293 مقعدا للمحافظين الليبراليين. ثم عاد كانوباس إلى السلطة في ديسمبر من العام نفسه نتيجة للانقسام إلى صفوف حزبه بسبب إلغاء الرق في جزر الهند الغربية. فركز جهوده على تحقيق التناوب المستقر مع الدستوري ساغاستا، الذي أسس تكتل الحزب الليبرالي في مارس 1880، وهو ليس بالغريب عن النظام الجديد. وانضم إلى السلطة في 10 فبراير 1881 في اختبار لتناوب الأحزاب السلمي، فحل البرلمان واستدعي لانتخابات جديدة فحصل على 297 مقعدا.

### ثقافة الانفتاح على العالم
ساعدت التنمية الصناعية والاستقرار المؤسساتي وتحسين التبادلات التجارية مع الدول الأوروبية الأخرى إلى تغيرات صغيرة ولكنها هامة في الثقافة الإسبانية.
استمرت الكنيسة الكاثوليكية التي تدعمها السياسات الملكية والكلاسيكية بتأدية دورا أساسيا في الثقافة الشعبية أواخر القرن 19 عندما كان 65% من سكان إسبانيا أميين. ولكن بدأت الحركة العمالية الإسبانية في إظهار قوتها بفتح النوادي التحررية والمدارس الشعبية وهي أطر مأدلجة للغاية ولكنها سمحت للعديد من الرجال والنساء في مناطق الريف للوصول إلى الحد الأدنى من المعرفة.
وفي مجال الفنون والتعليم والأدب كان هناك انفتاح على الأفكار الآتية مما وراء جبال البرانس. فنمو المدن الكبيرة نتيجة التصنيع فسح المجال لمدن حضرية حديثة لها التعبير الأكثر تميزا في حركة الحداثة الكاتالونية وتوجت بالمهندس أنطونيو غاودي. فالجمهوريون مقتنعون بأهمية التعليم لمستقبل إسبانيا ومتحدون حول مشروع مؤسسة التعليم الحر، وأهم قادتها فرانسيسكو جينر دي لوس ريوس وإميليو كاستيلار، والسعي لتشكيل طبقة حاكمة أوروبية وحديثة. أما في الأدب، فالرومانسية أعطت الطريق إلى الواقعية ومن دعاتها بينيتو بيريث جالدوس وإميليا باردو باثان وليوبولدو ليوبولدو ألاس (كلارين).

### أمريكا وأوروبا
ظهر في أوروبا تياران من التنمية التي أثرت على كل تاريخها اللاحق. التيار الأول: بريطانيا العظمى وفرنسا وبلجيكا وبلدان الشمال الأوروبي والاتحاد الكونفدرالي الألماني التي مضت قدما في عملية التصنيع دون توقف. أما التيار الآخر فهو في أوروبا الجنوبية والشرقية حيث تحتفظ ببنى زراعية تقليدية. ففي الأولى الليبرالية والبورجوازية الصناعية وضعت نمط التنمية؛ أما في الثانية فمازال النموذج التقليدي للنظام السياسي بدون تغيير.
وقفت إسبانيا عند مفترق طرق لن تنتهي نهائيا. ففي كاتالونيا وبلاد الباسك نرى الوجود الخجول للثورة الصناعية. أما بقية إسبانيا فيتبع الاقتصاد الزراعي. وبالإضافة إلى ذلك لا تزال بنية السلطة قائمة على الأحزاب الحاكمة وليس على الطبقات الجديدة الناشئة.
أما في الأمريكتين فقد برزت قوة عظمى جديدة وهي الولايات المتحدة، البلد الذي لم تكن اسبانيا توليه اهتماما خاصا حتى وقت لاحق. وبدات مستعمرات إسبانيا القديمة بالإستقلال عنها، وقامت بالإعتماد في علاقاتها الاقتصادية على الولايات المتحدة وبريطانيا العظمى أكثر من الدولة القديمة.

### كارثة 98
في سنة 1898 وفي إطار نظام سياسي مستقر نوعا ما فقدت إسبانيا كوبا وبورتوريكو والفلبين آخر ممتلكاتها في أمريكا وآسيا بسبب حربها مع الولايات المتحدة التي كانت إهانة لجميع المجتمع الإسباني. وعرفت هذه الفترة باسم «الكارثة» وصدمت النظام الاجتماعي بأكمله.
كانت سياسة كانوفاس هي احتواء القوى الدولية الأخرى بمن فيها القوى الناشئة (الولايات المتحدة وألمانيا). فلم يتمكن الأسطول الإسباني أبدا من المعافاة بعد معركة طرف الغار، وكانت الاستعدادات للحفاظ على مستعمراتها لا يتوافق مع قدراتها والطاقة اللازمة لذلك.
وفي كوبا حاول الجنرال مارتينيث كامبوس سحق التمرد الذي قاده خوسيه مارتي وماكسيمو غوميز سنة 1895 منذ البداية. إلا أنه لم يتمكن بسبب دعم السكان للتمرد بما في ذلك الطبقة الوسطى  الكريول [الإنجليزية]. فحل الجنرال فاليريانو ويلر محل كامبوس محاولا عزل الدعم الشعبي للثورة. وفي الفلبين قاد الإنتفاضة في 1896 خوسيه ريزال الذي أعدمته القوات الإسبانية، وقد استمرت الثورة بالرغم من اتفاق بياك نا نا باتو في 1897.

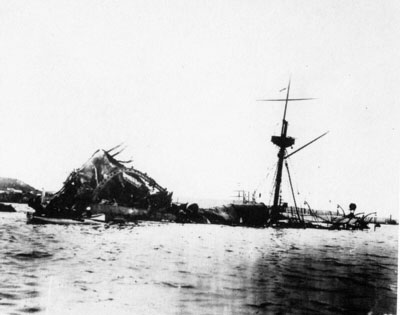
غرق السفينة الحربية يو أس أس مين.

تسبب اغراق السفينة الأمريكية مين في 15 فبراير 1898 باندلاع شرارة الحرب التي هاجم فيها الإسطول الإمريكي في المحيط الاطلنطى كوبا واسطول الباسيفيك من هونج كونج على الفلبين.
فاستسلمت سانتياغو دي كوبا في 15 يوليو 1898 وفي 25 يوليو استسلمت بورتوريكو؛ وسقطت مانيلا عاصمة الفلبين يوم 14 أغسطس. مما أجبر الإسبان على توقيع معاهدة السلام في باريس يوم 10 ديسمبر؛ حيث تنازلت عن جميع ممتلكاتها للولايات المتحدة مع دفع تعويض 20 مليون مقبل الفلبين. أما المستعمرات الأخرى في المحيط الهادئ فبيعت إلى ألمانيا سنة 1899 وفقا للمعاهدة الألمانية الإسبانية بسبب استحالة الحكومة الإسبانية الحفاظ عليها. سقطت حكومة ساغاستا بعد عملها البطولي في الكارثة، فاستلم المحافظين الحكم برئاسة فرانسيسكو سيلفيلا.
بعد خسارة إسبانيا المهينة لمستعمراتها ظهرت حركات حاولت التغلب على تلك الأزمة التي هي أيضا أزمة هوية. فظهر مايسمى «التجديد» (بالإسبانية: Regeneracionismo)‏ وهي محاولة يمكن من خلالها التغلب على تقاليد وسياسات الماضي وإيجاد طرق جديدة لترتيب النظام.

## الفترة الدستورية لعهد ألفونسو الثالث عشر (1902-1923)
استلم ملك إسبانيا الجديد الفونسو الثالث عشر العرش سنة 1902، وعندما أصبح أنطونيو مورا رئيسا للحكومة سعى إلى تعزيز سياسة الانفتاح التي تجنبت مخاوف ثورة العمال: حاول القضاء أو اضعاف الزعماء المحليين المهيمنين على الانتخابات واللامركزية الإدارية. لكن الجيش الذي تضرر من الهزيمة وانتقاد الرأي العام القوي بعد الحرب واجه النظام واستمر محافظا على تهديداته مستمرة تجاه أي عملية تحديث.
واستمرت الحكومة على ابقاء جيشها في المغرب حيث شاركت مع فرنسا استعمارها للمغرب، حيث المواجهات مع قبائل الشعب المغربي متصاعدة منذ سنة 1908 واستمرت حتى بعد أنشائها محميتها في المغرب سنة 1912. وكان الأسبوع المأساوي لبرشلونة (صيف 1909) الجواب الشعبي على النظام غير العادل للتجنيد العسكري. مما أفقد مورا سلطته واستقال فحلت محله حكومة ليبرالية بزعامة خوسيه كاناليخاس، لكنه لم يتمكن من اتخاذ بعض التدابير اللامركزية، فاغتيل في 1912 على يد الفوضوية. فجاء بعدها حكومتي كونت رومانونس وإدواردو داتو.
بدأ التأثير الاقتصادي والاجتماعي للحرب العالمية الأولى على إسبانيا مع أنها كانت محايدة، حيث بدأت أزمة نظام تداول السلطة بالظهور وانتهت باعتماد مخرج استبدادي: ديكتاتورية بريمو دي ريفيرا.

### فشل النظام الإصلاحي (1902-1914)
كانت الهزيمة أمام الولايات المتحدة ثم فقدان آخر بقايا إمبراطوريتها الاستعمارية بموجب معاهدة باريس قد فتح الطريق أمام انتقاد الواقع الوطني الذي هو أقرب إلى العالمية من المنهجية. واحتضنت في هذا الوقت المواقف الإصلاحية قبل وقوع الكارثة. ولكن الرغبة في تغيير النظام السياسي الذي لم يطرح أبدا قد تآكل بشدة بسبب الطبيعة الإقصائية، فعجز عن ادخال القوى الجديدة الناشئة ليتماشى مع عملية تحديث الواقع الاسباني.
فشلت محاولات الإصلاح التي سيطر عليها النظام (مورا وكاناليخاس) لأنهم لم يتقبلوا صراحة بالأفكار التجددية، ولم يتحملوا الروح الديمقراطية الجديدة التي فرضت ادخال الجماهير في الحياة العامة. وقد أضيف لهذا العجز السياسي أزمة داخلية في النظام بسبب انقسام الأحزاب عندما فقدت زعمائها التاريخيين كانوفاس وساغاستا على التوالي مابين 1897 و1903. وقد وجد المحافظون في مورا بعد انسحاب سيلفيلا قائدا لايرقى إليه الشك، ولكن بعد احداث الأسبوع المأساوي في يوليو 1909 انقسمت القاعدة المحافظة بين أنصار داتو وأنصار مورا إضافة إلى فصائل فاشستية أخرى. ومن جانب آخر بدا أن الليبراليين وجدوا زعيما في شخص كاناليخاس، لكن موته المفاجئ في 1912 قد فتت الحزب بين انصار ألفارو دي فيجويرا الأرثوذكسيين والديمقراطيين الليبراليين اتباع غارسيا بريتو.
بدأ ألفونسو الثالث عشر عهده في 17 مايو 1902، وتميز بصعود قوى سياسية اقليمية جهوية وعمالية وجمهورياتية بالإضافة إلى تصاعد العداء لرجال الدين والكراهية الواضحة للعسكر حتى وإن كانت كامنة. غادر ساغاستا الزعيم الليبرالي القديم السلطة في 6 ديسمبر 1902 فمات بعدها في أقل من شهر. وحل محله فرانسيسكو سيلفيلا ليرأس حكومة محافظة بمساعدة أنطونيو مورا وزير الداخلية. وبعد خمسة أشهر من التحضير أطلق مورا حملة لتفكيك الشبكات الزعماء المحليين حيث لم تكتمل الحملة. فأجريت الانتخابات يوم 8 مارس، وكانت النتيجة أكثر من المعتاد للحزب الحاكم والمعارضة الموالية مع 230 مقعدا للمحافظين و 93 للضباط الليبراليين. في حين كان هناك انفراجة للجمهوريين (36 نائبا) إلى جانب الإقليميين والكارليين ب 7 مقاعد لكل منهما. ملأت نتائج الإنتخابات غضب ألفونسو الثالث عشر الذي وبخ مورا على «الصدق الانتخابي» بالرغم من تعبيره العلني عن ارتياحه من النتائج.
توضحت في السنوات التالية القيادات الخاصة بالأحزاب الكبرى التي أعقبت ذلك. فبعد تقاعد سيلفيلا عن رئاسة الحكومة، ظهرت المشاكل حول خلافته بين فرنانديز فيلافيردي (رئيس للحكومة لفترة بسيطة حتى ديسمبر 1903) وأنطونيو مورا، فحسمت في النهاية لصالح من قاد الحكومة المحافظة حتى حادث محاولة اغتيال الملك الشاب، الذي اضطر إلى الاستقالة في ديسمبر 1905. جاء دور الليبراليين الذين أتيا بعد سنتين من فترة انتقالية مختصرة لأثكاراجا وفيلافيردي فرنانديز فاستلم الليبراليين الحكومة في 23 حزيران 1905. وترأس السلطة التنفيذية مونتيرو ريوس السياسي الباقي من ديموقراطية السنوات الست ورأس فعليا المعارضة الاسمية الحزب الديمقراطي الراديكالي الملهم من خوسيه كناليخاس ضد الليبرالية التقليدية التي تجسدت في سيجسموندو موريت. ومع ذلك ظهر الليبراليين متحدين في انتخابات سبتمبر 1905، فنالوا فوزا من دون تعقيد ب 229 نائبا قبل انسحاب الجمهوريين والمناطقية من الإنتخابات وجمودهم. تبع ذلك العديد من الحكومات الليبرالية العابرة (مونتيرو ريوس وموريت ولوبيز دومينغويز وفيغا دي أرميجو)، مما يدل على عدم وجود قيادة مما أدى بالنهاية إلى نقل السلطة إلى مورا زعيم المحافظين دون منازع، ورغبة من حيث المبدأ في مواصلة سياسة التجديد التي بدأت بالفعل سنة 1904. ومع ذلك اتت انتخابات 21 أبريل 1907 سيطرت عليها فضيحة وزير الداخلية خوان دي لا سيرفا الذي تجاوز أساليب روميرو روبليدو. وحصل المحافظون على انتصار ساحق مع 252 نائبا، وأدى ذلك إلى انسحاب الليبراليين احتجاجا على أساليب دي لا سيرفا.

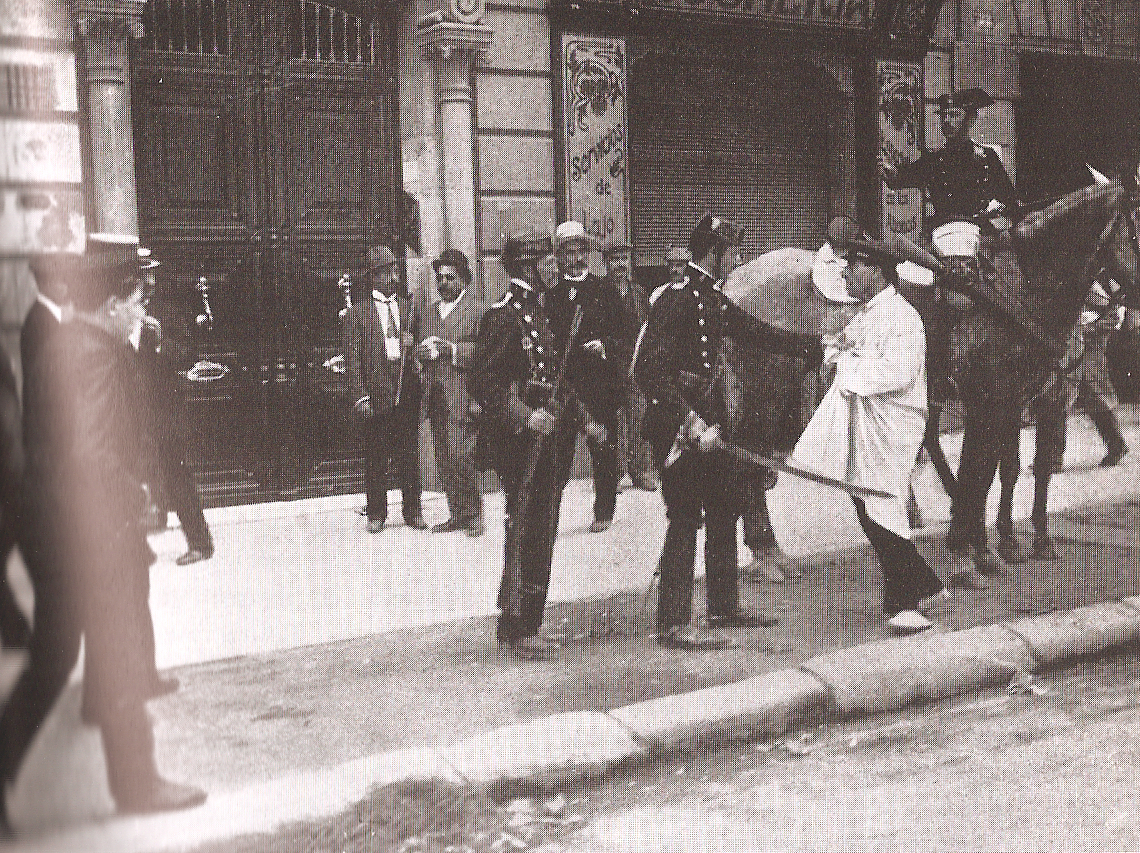
اعتقال الحرس المدنى بعض المشتبه فيهم خلال «الأسبوع المأساوي».

كان أنطونيو مورا خلال فترة "حكومته الطويلة" مستعدا لخلق ثورة من الأعلى في محاولاته لتحديث الدولة، فركز على أهم المشاريع الإصلاحية مثل مطالبة كتالونيا للحكم الذاتي ومحاولة اقتلاع "الزعماء المحليين وذلك بإصلاح القوانين المحلية والانتخابات. وحاول إصلاح إدخال التمثيل النسبي والقضاء على الدوائر محددة بعضو واحد من الزعماء المحليين. ولكن فقد كان تمرير قوانين مثل قانون جديد للإنتخابات وإدخال ميزات مثل التصويت الإلزامي أو إدخال بعض الطرق لضمان نقاء العملية مثل تشريع للتعداد المجالس لم تصحيح الخلل في النظام الانتخابي في جوهره، واختلت تلك القوانين أيضا مع المادة 29 سيئة السمعة التي تعطي المرشحين الذين يقدمون أنفسهم انتخابا تلقائيا بدون تصويت. مما يعني الاعتراف القانوني لهذه العادة الراسخة لمرشح متوافق مع الحكومة وخاصة في المناطق الريفية.
بالإضافة إلى معارضة اتحاد الليبراليين والجمهوريين خلال الكتلة اليسارية، ازداد التورط في المغرب مما فتح حرب استعمارية صيف 1909 (حرب مليلية)، مما أدى إلى استدعاء الاحتياط فاندلعت أعمال عنف شعبية نهاية يوليو سميت (أسبوع برشلونة المأساوي). وقد قمعت لاحقا ثم أعدم فرانسيسكو فيرير مؤسس المدرسة الفوضوية مما استقطب الإدانة من جانب الرأي العام المحلي والدولي. فتعرض مورا لمضايقة المعارضة حتى استقال.

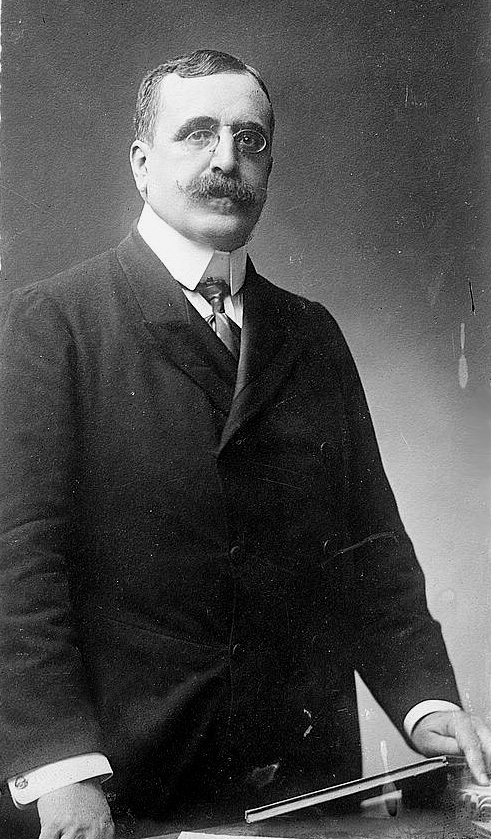
خوسيه كاناليخاس.

قاد سيجسموندو موريت الجبهة المضادة حيث نال السلطة في 22 أكتوبر. ولكن الملك وفي سابقة له رفض اعطائه مرسوم حل كورتيس فبقيت حكومته مؤقتة، حتى أتى خوسيه كاناليخاس المجدد الحقيقي لوحدة الحزب الليبرالي فوافق على رئاسة الحكومة في فبراير 1910 وحصل على مرسوم الحل، فأجريت الانتخابات في مايو في وضع متميز لأول مرة في مواجهة بين الحزبين الملكيين منذ بداية حكم عودة البوربون. حيث قدم الطرفان أنفسهما متحدين وسلسين ويقودهما اثنين من الزعماء الأقوياء: أنطونيو مورا وخوسيه كاناليخاس. ولكن تطبيق المادة 29 المذكورة قد حرم 30٪ من السكان من التصويت، مما أفاد الحزب الحاكم وهو الحزب الليبرالي. ونال الليبرالي على 219 مقعدا، وهو أقل عدد من باقي الإنتخابات الأخرى. ونالت المعارضة المحافظة على 102 وهي أفضل نتيجة للمعارضة حتى الآن، ولم يتمكن من تجاوزها بعد ذلك. وبالإضافة إلى ذلك حصل الجمهوريون على 37 مقعدا، وهي نتيجة رائعة ظهرت مع تحالفهم مع الاشتراكيين الذين حصلوا للمرة الأولى على مقعد ناله بابلو إيغليسياس.
قامت حكومة كاناليخاس لتمنع تنامي القوى الكنسية بأن سنت قانون القفل الذي حظر غرس أوامر دينية جديدة في إسبانيا. وحاولت أيضا التخفيف من اختلالات النظام البرلماني عن طريق تدابير لتصحيح النظام الانتخابي، وذلك عن طريق مشروع قانون يهدف إلى تخفيف ثقل المناطق الريفية. ولسوء الطالع لم تنفذ هذه الإصلاحات أبدا كما أن التناقضات بين النظام السياسي-الانتخابي والواقع الاجتماعي الاقتصادي ازداد سوءا أكثر فأكثر.
كما عملت حكومة كاناليخاس بحسم في المشكلة المغربية، وبدأت مفاوضات مع فرنسا لتحديد مناطق النفوذ المعنية. ومع ذلك فإن أعمال التجديد القصيرة التي بدأها كاناليخاس قد انتهت مع الهجوم الذي أنهى حياته في 12 نوفمبر 1912.

### أزمةنظام تداول السلطة(1914-1922)
بعد مجيء حكومات انتقالية لمانويل غارسيا برييتو والكونت رومانونس عهد إلى المحافظ إدواردو داتو تولي الحكومة الذي دعا الانتخابات في مارس 1914. وبما أن المادة 29 لا زالت سارية لذا لم تجد الحكومة صعوبة بالفوز مرة أخرى وإن فازت بأغلبية ضئيلة وهي 193 مقعدا، وهي المرة الأولى التي لم تكن مرتفعة بما يكفي للحكم، إلا أن المعارضة كانت مجزأة تماما. لذلك سعى الحزب الفائز بالحصول على دعم الأقليات المحافظة الأخرى للبقاء. إلا أن الأوضاع كانت غير مستقرة حتى ديسمبر 1915. فسقطت الحكومة، وعهد إلى الحزب الليبرالي برئاسة رومانونيس تشكيل الحكومة التي دعت إلى الانتخابات في مارس 1916، وقد نالت تلك المرة على الأغلبية الرغم من أن 35٪ من النواب انتخبوا دون تصويت. فمستويات المحسوبية هي أيضا فضيحة، فهناك 54 نائبا هم أقارب الشخصيات السياسية الكبار، ومن بينهم ابن وصهر رومانونيس. ليس غريبا أن الفرق بين إسبانيا الحقيقية وإسبانيا الحكم ازدادت وبعمق.
قررت إسبانيا أن تظل حيادية في الحرب العالمية الأولى ولكن من الناحية الاقتصادية فشلت في الاستفادة من الفرصة التي أُتيحت لها أن تكون في موقع متميز داخل اقتصاد الحرب. فالأحزاب الحاكمة لاتكل من التواصل مع المجتمع المدني والعمال الاشتراكي والجمهوريين والقوميين الكاتالونيين والقوميين الباسكيين بحزبهم القومي الباسكي فهم يمثلون أفضل الطموحات الشعبية. فجرت في سنة 1917 أزمة داخلية: فالجيش شكل المجالس العسكرية للمواجهات الداخلية. واندمج الجمهوريون والاشتراكيون مع بعض لتقديم بديل للنظام السياسي في (جمعية البرلمانيين)، وكذلك القوميين الكاتالونيين والباسكيين. وعلقت الضمانات الدستورية؛ فقد أثار الإضراب الثوري العام في أغسطس 1917 مواجهات خطيرة بين النقابات وقوات النظام.
بعد استنفاد الليبراليين إمكانياتهم، استأنف إدواردو داتو رئاسة الحكومة بمناخ من الصراع المتزايد  من تدخل الجيش ومطالبات الكاتلانيين الإقليمية وانعكاسات الحرب العظمى على الحياة الاجتماعية والاقتصادية المتناقضة. بالإضافة إلى ذلك أتى الإضراب الثوري العام لصيف 1917 في عملية عرفت تأريخيا باسم أزمة 1917. فأدى ذلك إلى استقالة مجلس الوزراء. جلبت خطورة الأزمة حكومة ذات تركيز واسع من الأحزاب الحاكمة، من بينها لأول مرة الأحزاب الكاتالونية. ترأس الحكومة غارسيا برييتو الذي دعا إلى إجراء انتخابات في فبراير 1918 حيث تميزت بصدق انتخابي غريب للغاية مما أدى إلى نتيجة غير مؤكدة. وكان الليبراليون هم الرابحون  حيث نالوا على 167 مقعدًا، ولكن الخلافات بينهم جعلتهم أقلية أمام الأغلبية من المحافظين الرسميين. ومع أن الجمهوريون واصلوا تراجعهم التاريخي إلا أن هذا تم تعويضه بنهوض الاشتراكيين والجمهوريين الإصلاحيين.
ومن الطريف أن هذا الإخلاص الحكومي ساهم في تفاقم أزمة الحكم، فتشكيل حكومة وطنية برئاسة مورا حضرها جميع رؤساء الأحزاب البرلمانية المرتبطة بالملكية؛ لكن هذا الجهد استمر 7 أشهر فقط ويرجع سببه بالأساس إلى الاختلافات بين هؤلاء القادة. لذلك دعت حكومة مورا المحافظة الجديدة إلى انتخابات ثانية في يونيو 1919 مع تعليق الضمانات الدستورية. فأعلنت الأقليات اليسارية عن برلمان جديد منشق. وأدت الاختلافات داخل صفوف حزب المحافظين في البرلمان الجديد إلى أنه لايمكن السيطرة عليها لأنه على الرغم من أنهم كانوا الفائزين إلا أنهم انقسموا إلى فصيلين من نفس الحجم. ولهذا السبب وبعد عدة حكومات دعا داتو إلى الانتخابات مرة أخرى في ديسمبر 1920 حيث استعادت الحكومة عاداتها غير التقليدية والمحاطة بالمشاكل وتمكنت من إيجاد أغلبية قوية بـ 232 مقعدًا محافظًا منها 185 تحالف مع حكومة داتو.
ولكن لم تتمكن الحكومات المتعاقبة من تهدئة الحالة المزاجية. واستطاعت الثورة الروسية التأثير على النقابات وخاصة الاتحاد الوطني للعمل الذي تمكن من تعبئة العمال وإثارتهم في جميع أنحاء إسبانيا حتى سنة 1921 من الأندلس إلى كاتالونيا وعرفت باسم الثلاثية البلشفية" (Trienio Bolchevique). في ذلك العام اغتيل إدواردو داتو في هجوم فوضوي آخر. وكان هناك ثلاث عشرة حكومة مختلفة في ست سنوات حتى سنة 1923. ثم أتت كارثة أنوال في المغرب مما أدى بإحضار حكومة غارسيا برييتو في 1922 في محاولة أخيرة للإنقاذ.

### آخر حكومة دستورية للملكية (1922-1923)
شكلت حكومة مانويل غارسيا برييتو الليبرالية في 7 ديسمبر 1922 بدعم من الزعيم الإصلاحي ملكياديس ألفاريز حيث أًعطى أحد أعضائه حقيبة وزارة الخزانة، وكان على جدول أعماله إصلاح الدستور بما فيها المادة 11 التي تحدد دين الدولة (على الرغم من عدم الإعلان عن الفصل بين الكنيسة والدولة) في محاولة لحل «المشكلة الدينية الكهنوتية» (كما أطلق عليها المعلقون في ذلك الوقت).
ومع ذلك فعندما دعا إلى الإنتخابات في أبريل 1923 (وهي الأخيرة لحقبة عودة البوربون) لجأ مرة أخرى إلى النظام القديم «الأوليغارشية وهيمنة الزعماء المحليين» بين أمور أخرى كي ينال أغلبية في الكورتيز الذي يوافق على الإصلاحات. وقد أعطت صحيفة La Voz إحصائية غريبة في عددها الصادر في 6 مارس من ذات السنة عن الروابط العائلية للمرشحين: 59 ابنا و14 من الأنسباء و16 من أبناء الأخ أو الأخت و24 من الأقارب المرتبطين بمؤسسي الأحزاب السياسية، 52 منهم للمحافظين و 61 للليبراليين. وهذا عدا المتطوعين ومن تحت الحماية. بالإضافة إلى إن المرشحين الذين تم انتخابهم دون تصويت بسبب المادة 29 قد حطموا الرقم القياسي بـ 146 مقعدًا. ونال الليبراليون في ائتلاف مع الإصلاحيين على 223 مقعدًا، في حين حظي المحافظين بـ 108 مقعدًا. إن الانتقادات التي وجهتها صحيفة «إيه بي سي» إلى أن الانتخابات الأخيرة هي دلالة واضحة على الضجر الذي عبر به الرأي العام من التلاعب المتكرر لإرادة الشعب.
على الرغم من وجود أغلبية مريحة في البرلمان إلا أن مشاريع الإصلاح لغارسيا برييتو قد إعاقها التاج نفسه والجيش والكنيسة. على سبيل المثال: أدى احتجاج الكاردينال والسفير البابوي على مقترح تغيير المادة 11 إلى سحبها. ولكن بالنهاية كان لانقلاب بريمو دي ريفيرا في 13 سبتمبر 1923 وبموافقة الملك ألفونسو الثالث عشر قد وضع نهاية لأي مبادرة إصلاحية جديدة.

## ديكتاتورية بريمو دي ريفيرا (1923-1930)
وبدعم من الجيش والبورجوازية والملك ألفونسو الثالث عشر، تمكن بريمو دي ريفيرا من إنشاء دكتاتوريته فجاء الرفض من النقابات العمالية والجمهوريين، الذين أخمدت احتجاجاتهم على الفور من خلال الرقابة والقمع. وأنشئ دي ريفيرا إدارة عسكرية ضمت تسع جنرالات وأدميرال. وكان هدفه في حد ذاته هو «تنظيم أسبانيا» ثم إعادتها إلى أيدي المدنيين. ولكن علق الدستور وحلت المجالس البلدية وحظرت الأحزاب السياسية وأعيد تأسيس سوماتين كميليشيا حضرية.
بالعموم كانت الأنظمة الديمقراطية تتأرجح في أوروبا. حيث زرعت الفاشية في إيطاليا سنة 1925، وتأسس الحزب النازي في ألمانيا، تعرضت روسيا لدكتاتورية ستالين ووصلت الأنظمة الاستبدادية إلى البرتغال وبولندا.
وقد كان بريمو دي ريفيرا مدركا لأهمية الحفاظ على رضا الجيش، فانطلقت حملة عسكرية إلى المغرب حيث انتصر في حروب الريف بعد إنزال الحسيمة واستسلام عبدالكريم الخطابي سنة 1926، وذلك بفضل التعاون الكبير بين الجيشين الاسباني والفرنسي. وقد قمع نقابة CNT والحزب الشيوعي الإسباني الذي أنشئ حديثا، ولكن الديكتاتورية تساهلت مع UGT وحزب العمال الاشتراكي الإسباني وهي منظمات ساهمت ببعض المتعاونين في مسائل العمل مثل فرانسيسكو لارغو كاباليرو عضو مجلس الدولة الذي سعى للحصول على شرعية النظام أمام قادة العمال. كما بدأت البورجوازية الكاتالونية بتقديم دعمها. وكذلك قنن التشريع الاجتماعي عمل المرأة وبنى مساكن للعمال وأرسى نموذجاً للتدريب المهني. كما شرعت الدكتاتورية سياسة للاستثمارات العامة الواسعة لتحسين المواصلات (الطرق والسكك الحديدية) والري والطاقة الكهرومائية.
نالت تلك النجاحات الأولى شعبية كبيرة بين أوساط العامة. مما مكن من إنشاء الاتحاد الوطني باعتباره جمع كل طموحات سياسية وبالإضافة إلى منظمة الشركات الوطنية بأنه اتحاد رأسي مشابه لنموذج إيطاليا الفاشية. وقد حلت الإدارة المدنية بديلا عن الإدارة العسكرية سنة 1925.
ولكن انقلب الدعم الأولي إلى النقيض. فقد أحبطت محاولات البرجوازية الكتالونية اللامركزية، ففي المسائل الاقتصادية فإن  سياسة التشدد في المركزية يكون لصالح احتكار القلة. وكانت ظروف العمل لا تزال رهيبة، فقمع العمال قد ابعد نقابتي UGT و PSOE من مشروع الديكتاتور. فأضحى الاقتصاد غير قادر على مواجهة الأزمة العالمية سنة 1929. وفي يناير 1930 استقال بريمو دي ريفيرا.

### دكتاتورية بيرنجير (1930-1931)
كانت مساهمة الملكية في الديكتاتورية هي الموضوع المعني لاجتماع المعارضة في أغسطس 1930 فيما يسمى ميثاق سان سيباستيان. فحكومة داماسو بيرنجير المسماة dictablanda، وحكومة خوان باتيستا أثنار لم تفعلا شيئا سوى الزيادة في انهيار البلد. ولكن بعد الانتخابات البلدية في 1931، أعلن عن الجمهورية الثانية يوم 14 أبريل 1931، وبذلك أنتهت حقبة عودة البوربون.